# یوهانس لودویگ
یوهانس لودویگ (انگلیسی: Johannes Ludwig؛ زادهٔ ۱۴ فوریهٔ ۱۹۸۶) لژسوار اهل آلمان است.
وی در مسابقات کشوری و بین‌المللی در مجموع برندهٔ ۳ مدال طلا، ۲ مدال نقره، ۴ مدال برنز شده‌است.

## حرفه
لودویگ در مسابقات جهانی لوژسواری FIL سال 2007 که در ایگلز، اتریش برگزار شد، در بخش تک‌نفره مردان به رتبه یازدهم رسید. بهترین نتیجه کلی او در جام جهانی لوژسواری نیز دو بار یازدهم شد (فصل‌های 2006-2007 و 2007-2008).
لودویگ نتوانست به المپیک زمستانی 2010 در ونکوور و المپیک زمستانی 2014 در سوچی راه پیدا کند. اما در المپیک زمستانی 2018 که در پیونگ‌چانگ کره جنوبی برگزار شد، او مدال برنز مسابقات تک‌نفره مردان را به دست آورد. هم‌تیمی او، فلیکس لوخ، که قهرمان دوره قبل و یکی از شانس‌های اصلی قهرمانی بود، تا آخرین دور پیشتاز بود، اما در دور پایانی اشتباهی کرد و در رتبه پنجم قرار گرفت. لودویگ همچنین در مسابقه لوژ امدادی تیمی موفق شد به همراه هم‌تیمی‌هایش ناتالی گایزنبرگر، توبیاس وندل و توبیاس آرلت مدال طلا کسب کند. او گفت: «این مسیر برای من خیلی خاص بود؛ من تمام مدت جنگیدم، جنگیدم، جنگیدم و حالا موفق شدم و دو مدال گرفتم.»
لودویگ دومین مدال طلای المپیکی خود را در مسابقات تک‌نفره مردان در المپیک زمستانی 2022 پکن به دست آورد.